# Rafael Paula Barbosa
Rafael Paula Barbosa, né en 1926 à Safim en Guinée-Bissau et mort le 2 janvier 2007 à Dakar au Sénégal, était un militant politique en Guinée portugaise, maintenant connue sous le nom de Guinée-Bissau.

## Biographie

### Enfance
Rafael Paula Barbosa est né en 1926 à Safim près de Bissau, en Guinée-Bissau. Sa mère est guinéenne et son père capverdien.

### Parcours politique
Rafael Paula Barbosa travaille comme ingénieur en construction civile en Guinée portugaise. Il s'est fortement impliqué dans la formation du Parti africain pour l'indépendance de la Guinée et du Cap-Vert dans la période précédant la lutte armée pour l'indépendance. Il a recruté d'autres personnes comme membres du parti qui ont ensuite été envoyées au Sénégal ou en République de Guinée pour y être formées. Pendant la guerre d'indépendance des années 1960, il est brièvement arrêté par la police secrète portugaise. Après avoir été le premier président du PAIGC alors que son chef Amílcar Cabral en était le secrétaire général, Rafael Paula Barbosa met fin à son association avec le parti. Ceci survient après l'assassinat de Amilcar Cabral en 1973, dont Rafael Paula Barbosa était soupçonné d'être complice.
Il est de nouveau arrêté après l'indépendance et condamné à mort, mais la peine est commuée en réclusion à perpétuité par le premier président, Luís Cabral. Il est ensuite temporairement libéré par Nino Vieira à la suite du coup d'État de Vieira le 14 novembre 1981. C'est après la démocratisation de la Guinée-Bissau dans les années 1990 qu'il est finalement libéré.
Il fonde son propre parti politique, le front social démocrate, dont l'ancien président Kumba Ialá en a été membre.
Il meurt dans un hôpital de Dakar au Sénégal après un traitement médical intensif. Sa fille Helena Paula Barbosa est ministre de gouvernement.